# Paida
Paida là một chi bướm đêm thuộc họ Noctuidae.

## Loài
- Paida pulchra Trimen, 1863